# 刀羅ナツコ
刀羅 ナツコ（とうら なつこ、1991年1月30日 - ）は、日本の女子プロレスラー。神奈川県川崎市出身。スターダム所属。

## 所属
- スターダム（2016年 - ）

## 来歴

### 2016年
- 2月 練習生としてスターダム入門（8期生）。
- 10月30日 「OCTOBER SHOWDOWN」（後楽園ホール）にて、米山香織&あずみ戦でデビュー（パートナーは七星アリス）[4]。

### 2017年
- 5月4日「WRESTLE-1 TOUR 2017 TRIUMPH」にて、他団体初参戦（後楽園ホール、対戦相手は木村花）。

### 2018年
- 5月6日 「STARDOM Golden Week Stars2018」（新木場１stRING）にて、ジャングル叫女が結成した新ユニット「チームジャングルってる（5月20日、新ユニットの名称を「JAN」と決定したことを発表)」に所属。
- 5月27日「SHINING STARS2018」にて、  第17代 アーティスト・オブ・スターダム王座獲得（コミュニティプラザ平野、パートナーはジャングル叫女・米山香織）。
- 9月30日「5★STAR Grand Champion Carnival2018（夜）」にて、第14代 ゴッデス・オブ・スターダム 王座獲得（名古屋国際会議場・イベントホール、パートナーはジャングル叫女）。

### 2019年

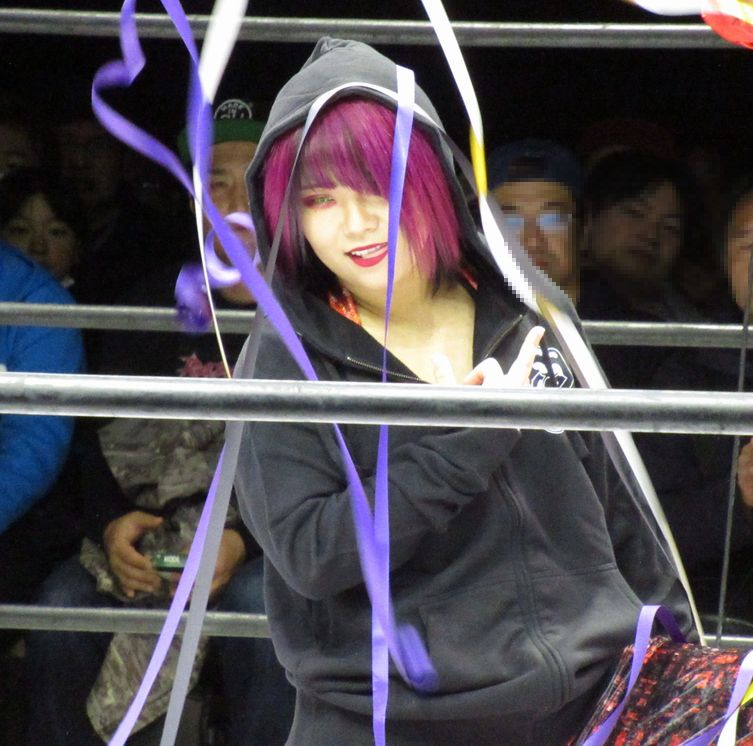
2019年

- 4月14日「ドラフト会議2019」（新木場１stRING）にて、JAN解散に伴い、ドラフト3位で花月から指名を受け、ヒールユニット「大江戸隊」に加入。
- 12月24日「STARDOM YEAREND CLIMAX 2019」（後楽園ホール）にて、葉月の引退試合の対戦相手を務めた。

### 2020年
- 2月8日「FIRE PRO WRESTLING WORLD presents STARDOM The way to major league 2020」（後楽園ホール）にて、この大会からのリニューアルを宣言していた大江戸隊は、新テーマ曲に加え全員がニューガウンで登場。さらに、突如として眉毛が完全に消失した姿で登場しファンを驚愕させるとともに、ヒールレスラーとしての覚悟を示した。
- 2月15日「STARDOM NEWYEAR STARS 2020」（新木場１stRING）にて花月より大江戸隊の将来を託され、大江戸隊のリーダーとなる。
- 11月14日「KORAKUEN NEW LANDSCAPE 2020」（後楽園ホール）にて、第24代 アーティスト・オブ・スターダム 王座獲得（パートナーはビー・プレストリー・鹿島沙希）
- 12月16日「Road to OSAKA DREAM CINDERELLA」（後楽園ホール）にて、中野たむ＆白川未奈＆ウナギ・サヤカからの挑戦を受けアーティスト・オブ・スターダム王座初防衛戦を行うも防衛失敗。

### 2021年
- 1月17日「スターダム１０周年記念日」（後楽園ホール）にて、ジュリアの持つワンダー・オブ・スターダム王座を反則裁定ナシのノーDQマッチルールで挑戦するも敗北。
- 7月4日「YOKOHAMA DREAM CINDERELLA 2021 in Summer」（横浜武道館）にて林下詩美の持つワールド・オブ・スターダム王座に挑戦。善戦するもエプロンから場外へとダイビングフットスタンプした後に悲鳴をあげ動けなくなり、試合続行を訴えるものの継続不可能と判断されドクターストップにより敗戦。担架で運ばれる中、号泣しながらも林下詩美が持つベルトに再度挑戦すると宣言。後日、左膝前十字靭帯断裂と診断され長期欠場が発表された[5]。
- 長期欠場中も、都内での試合を中心にセコンドとして大江戸隊の試合に帯同していた[6]。

### 2022年
- 10月1日「5★STAR GP 2022～優勝決定戦～」（武蔵野の森総合スポーツプラザ）にてリーグ最終戦の林下詩美vsコグマの試合後に乱入し、直前の試合で負けた詩美を急襲。詩美をデスバレーボムで叩きつけて復帰をアピールした[7]。
- 10月3日、GODDESSES OF STARDOM 2022で琉悪夏とのタッグ「BMI2000」でエントリーした事が発表された[8]。

### 2023年
- 6月25日、大江戸隊対Queen's Questの「敗者強制ユニット脱退ケージマッチ」にて、1人エスケープ出来ずに敗戦した鹿島沙希に対し「何負けてんだよ！お前が弱いせいで私たちが恥をかいた。お前なんていらないよ。お前は強制追放だ！」と罵倒しユニットメンバーと共に蹂躙、大江戸隊から追放した[9]。

### 2024年
- 2月17日、東京・後楽園ホールで行われたSTRONG女子王座決定戦にてジュリアに挑戦するも敗北する[10]。
- 4月27日、横浜BUNTAI大会で行われたゴッデス王座戦にて敗戦の原因となったスターライト・キッドを大江戸隊から強制追放する[11]。
- 6月8日、名古屋国際会議場イベントホール大会にて、大江戸隊に所属する元Queen's Questの渡辺桃を取り戻そうとする上谷沙弥に対し、大江戸隊とQueen's Questのユニットの命運をかけた最終決戦を提起する。
- 6月11日、Queen's Quest vs 大江戸隊のユニット最終決戦に向けた調印式において取り交わされた契約書を改ざんし、敗者チームの約束事項「本試合に敗北したユニットは、最後に敗退した選手の1名のみを強制的に脱退させるものとする」という項目を「本試合に敗北したユニットは、最後に敗退した選手以外の4名を強制的に脱退させる」という内容に書き換える[12]。
- 6月22日、東京・国立代々木競技場 第二体育館で行われた『STARDOM THE CONVERSION』大会にて行われたQueen's Quest vs 大江戸隊 完全決着最終章 最終敗者以外４人、ユニット追放イリミネーションマッチに勝利し、敗北したQueen's Questの敗退メンバー4名（AZM、妃南、レディ・C、天咲光由）をユニットから強制脱退させた[13]。
- 6月23日、新木場１stRINGにて行われた［極悪同盟］『女子プロレス極悪祭』[14]に、ダンプ松本、ＺＡＰ（極悪同盟）とタッグを組み参戦。
- 7月28日、札幌で行われた『STARDOM SAPPORO WORLD RENDEZVOUS』大会において、当時チャンピオンであった舞華とのワールド・オブ・スターダム王座戦において上谷沙弥の介入により勝利。初のシングルタイトルを戴冠すると共に「大江戸隊」を解散し、新ヒールユニット「H.A.T.E.」を結成した[15]。
- 8月31日、東京・武蔵野の森総合スポーツプラザにて行われた『5★STAR GP 2024～優勝決定戦～』大会にて中野たむとワールド・オブ・スターダム王座防衛戦を行うも敗戦し王座から陥落した[16]。
- 9月22日、『STARDOM in KAMINOYAMA』大会にて、琉悪夏、上谷沙弥とアーティスト・オブ・スターダム王座選手権試合に挑むも敗れる。[17]
- 10月14日、センダイガールズプロレスリングの札幌大会においてBMI2000（刀羅ナツコ ＆琉悪夏）で、チーム200キロ（橋本千紘＆優宇）が持つタッグ王座に挑戦するも惜敗。[18]
- 11月17日、『Historic X-over Ⅱ ～新日本プロレス×STARDOM合同興行に上谷沙弥、ゲイブ・キッド、ドリラ・モロニーと組んで出場。

### 2025年
- 5月25日、新木場1stRINGで行われた極悪女王 極悪祭に出場。[19]
- 6月17日、SEAdLINNNG 新宿FACE大会に出場し光芽ミリアに勝利[20]。
- 7月14日、Sareee-ISM 新宿FACE大会にて、上谷沙弥と組みSareee＆彩羽匠と対戦。[21]
- 7月24日、後楽園ホール大会にてゴッデス・オブ・スターダム王座戦にBMI2000（刀羅ナツコ ＆琉悪夏）で挑戦し勝利。第36代王者となる。
- 7月26日、SEAdLINNNG 新木場1stRING大会にBMI2000で参戦し花穂ノ利&光芽ミリア組と対戦。[22]
- 8月22日、BMI2000でSEAdLINNNG 〜10周年記念大会〜にて花穂ノ利、ウナギ・サヤカ組と対戦。
- 9月6日、スターダム横浜武道館大会において尾崎魔弓とのシングルマッチが決定[23]

## 人物（エピソード）
- ヒールユニットのリーダーであり試合でも反則行為を行うが、ユニット内で威張ることはない。
- 「萌え声」ができると自称しているが、それを聴いたものはいない。
- 料理は得意。
- 女性アイドル好きを公言しており、推しは横山由依。
- 2019年12月より開始したTwitterライブ個人配信では、多数の横山由依のポスター等を部屋に飾っている様子が確認されている。
- TwitterやInstagramなどの個人ライブ配信は平均4時間を超えることから、ファンの間では「耐久配信」「地獄配信」「苦行」と呼ばれている。
- あずみから「私のメロンパン食べた」とプロレス史上、例を見ないくだらない因縁をつけられ、デビュー戦が決まっている[3][24]。
- 好きなお酒はカシスウーロン。
- 試合用メイクのモデルは千と千尋の神隠しのカオナシ
- ダンプ松本より悪役女子レスラーの後継者として指名されている。[25]

## タイトル歴
- 第18代 ワールド・オブ・スターダム王座
- 第14代、第36代 ゴッデス・オブ・スターダム王者
  - パートナーはジャングル叫→琉悪夏
- 第17代、第24代 アーティスト・オブ・スターダム王者
  - パートナーはジャングル叫女・米山香織→ビー・プレストリー・鹿島沙希

## 得意技

### フィニッシュ・ホールド
スワントーン・ボム
コーナーポスト上から飛び、前方回転して倒れている相手に自分の背中を落とす。ナツコの最大級のフィニッシャー。5☆STAR GP 2023ではこの技で岩谷麻優、中野たむ、朱里などを倒している。
デスバレーボム
摩利支天
旋回式変形サイドバスター。
相手をアルゼンチン・バックブリーカーで担ぎ上げ、左腕を支点に360°横回転させて体重を浴びせ、背中からマットに叩きつける旋回式の変形サイドバスター。星輝ありさとのワンダー王座戦に向けてDOUKIから伝授されたフィニッシャー。

### その他の得意技
昇天
ブレーンバスターの体勢で抱えてから前方に落としつつ、ロック・ボトムの形で首をフックして前方に倒れ込みマットに叩きつける技。
変型昇天
相手の首に自身の左腕を回し、ボディスラムの形で持ち上げる。相手を左方向に振り子のように移動させてから叩きつける、刀羅ナツコのオリジナル技。
オリジナル名がないのは、新日本プロレスの荒武者・後藤洋央紀へのリスペクトがあるため、オリジナル名はつけないで使用している。
セントーン
ランニング、コーナトップからのダイビング式を使い分ける。デビュー当時のフィニッシュ・ホールド。
カミカゼ
ファイヤーマンズ・キャリーの体勢で抱え上げ、そのまま前方に走り込んで自らも前方に回転し、相手を背中からマットに叩きつける。
キャノンボール
ブレーンバスター
抱え上げずに反り投げる高速型
スピアー・タックル
フロッグスプラッシュ
裏拳
ダイビング・ギロチンドロップ
コーナー最上段からジャンプして放つギロチン・ドロップ

### その他（反則技）
鉄パイプ（凶器）
アルミ製だがパイプの縁で対戦相手の額を切ったこともあり十分に危険な武器。
チェーンによる絞首攻撃
フキゲンです★が装着しているチェーンを使用している
毒霧
5★STAR GP 2023開幕戦以降多用している。

## 入場テーマ
- Goddess of frenzy / 鈴木盛広
- Crush Spear

## メディア出演

### テレビ
- 千鳥の鬼レンチャン （フジテレビ、2025年2月23日）
- しゃべくり007（日本テレビ 2025年4月7日）